# أولريش كوهلر
أولريش كوهلر (بالألمانية: Ulrich Köhler)‏ (و. 1969  م) هو مخرج أفلام، ومصور سينمائي، وكاتب سيناريو، ومنتج أفلام ألماني، ولد في ماربورغ.

## جوائز
حصل على جوائز منها:

جائزة الدب الفضي لأفضل مخرج ‏، عن عمل: Sleeping Sickness (film) ‏ (2011)

## وصلات خارجية
- أولريش كوهلر على موقع IMDb (الإنجليزية)
- أولريش كوهلر على موقع مونزينجر (الألمانية)
- أولريش كوهلر على موقع ألو سيني (الفرنسية)
- أولريش كوهلر على موقع أول موفي (الإنجليزية)
- أولريش كوهلر على موقع قاعدة بيانات الفيلم (الإنجليزية)
- أولريش كوهلر على موقع ليتربوكسد (الإنجليزية)
- أولريش كوهلر على موقع كينوبويسك (الروسية)